# Mosa (departament)
|  | Aquest article tracta sobre el departament francès. Si cerqueu el riu de l'Europa Occidental, vegeu «Mosa». |

El Mosa (55) (en francès Meuse) és un departament francès dins de la regió de Gran Est. El nom prové del riu Mosa que travessa el departament.